# Anomalisipho
Anomalisipho is een geslacht van weekdieren uit de klasse van de Gastropoda (slakken).

## Soorten
- Anomalisipho acosmius (Dall, 1891)
- Anomalisipho altus (S. Wood, 1848)
- Anomalisipho martensi (Krause, 1885)
- Anomalisipho verkruezeni (Kobelt, 1876)
- Anomalisipho virgata (Friele, 1879)